# 囁く影
　『囁く影』（ささやくかげ、原題：He Who Whispers）は、アメリカの推理作家ジョン・ディクスン・カーによる推理小説。発表は1946年。ギデオン・フェル博士ものの長編第16作目にあたる。

## 概要
本作では、殺人事件が1件、殺人未遂事件が1件起きるが、いずれも「不可能犯罪」と呼ばれるものである。作者は物語に色彩を添えるため、「魔性」を持つものとして「空を飛ぶ吸血鬼」を登場させている。
霞流一は「初心者のためのディクスン・カー入門」において、カー初体験としてお勧めの7作のうちの1作に本作を挙げている。

## あらすじ
歴史学者マイルズ・ハモンドは、第二次世界大戦中、陸軍に入隊ししたもののディーゼル油中毒にかかり入院し、18か月間、病院のベッドで過ごした。その間に叔父のチャールズ・ハモンド卿が亡くなり、妹のマリオンとともにサウサンプトンの南方に位置するニュー・フォレストのグレイウッドの土地や屋敷、膨大な蔵書のある図書室を含め、全財産を受け継いだ。
1945年6月、ようやく心身の傷が癒えたマイルズは、ロンドンのベルトリング・レストランで開かれる恒例の「殺人クラブ」の晩餐会に、友人のギデオン・フェル博士から招待されたものの、気が進まず1時間ほど遅れて来てしまった。ところが、レストランに到着するとフェル博士ばかりか、13人の会員は1人も来ていなかった。手違いで会はお流れになったが、フェル博士のゲストだというバーバラ・モレルに頼まれて、講演予定として呼ばれていたエジンバラ大学のフランス文学のリゴー教授は、2人に6年前に実際に起きた「塔の上の殺人事件」の話をする。
1939年8月、パリの南方に位置するシャルトルの郊外で、その町最大の皮革製造業のペルティエ社を営むイギリス人大富豪ハワード・ブルックは、妻ジョルジーナと美男の息子ハリーと、「ポールガル荘」という屋敷に住んでいた。屋敷の向こうには河を隔てて古城の廃墟に「ヘンリー4世の塔」と呼ばれている丸い古い塔が建っていた。ハリーはハワードの秘書のフェイ・シートンと恋仲になり、やがて婚約する。ところが、8月12日、リゴー教授が銀行に行くと、ブリーフケースいっぱいにイギリス紙幣で2千ポンド詰め込んだハワードが支配人室から出てきて、この金でフェイを追い出すと言って銀行から出ていく。リゴー教授がホテルに戻るとハワードの妻から大至急来てほしいと電話で呼び出された。フェイはジュール・フレナクの16歳の息子のピエールと不品行に及んだらしく、2日前にフレナクから石を投げつけられたということであった。ハワードは、フェイと決着をつけるために、4時にヘンリー4世の塔で会う約束をして出かけたのだと言う。
リゴー教授が4時10分前に塔に着くと、塔の下に立っていたフェイは、ハワードとハリーが塔の頂上にいると言ってその場を立ち去る。リゴー教授が塔の頂上に登ると、レインコートを着たハワードとハリーが口論していた。リゴー教授は、フェイと待ち合わせをしていると言うハワードを残して、ハリーとともに塔から立ち去る。ところが、4時5分に塔の方から悲鳴が聞こえて2人が戻ると、塔の周りにピクニックに来ていた一家の子供が、頂上に血だらけの男がいると叫ぶ。2人が頂上に登ると、仕込み杖の剣で刺されてレインコートの背中が血でびしょ濡れのハワードが絶命する寸前で倒れていた。ハワードはそのまま息絶え、2千ポンドを詰め込んだブリーフケースはなくなっていた。
フランス警察は、塔の入口からは何者も侵入できなかった状況から、塔に侵入できるのが河からよじ登る方法しかないと考え、近くの河で泳いでいたというフェイを執拗に追及する。しかし、40フィート（約120メートル）もの高さの塔のすべすべした壁面を河からよじ登るのが不可能と認め、仕込み杖の柄にハワードの指紋が付いていたことを唯一の証拠として自殺と断定する。しかし、世間は吸血鬼の仕業だとうわさした。
翌日、屋敷の図書室の司書の募集に応募してきたフェイ・シートンを雇ったマイルズは、妹マリオンと情報局に勤めている彼女の婚約者スチーブ・カーチスをウォータールー駅に迎えに行き、2人にフェイを雇ったことと6年前のシャルトルで起きた事件を説明する。スチーブは殺人者と疑われる者を雇うことに異を唱え、明朝までに処理しないといけない仕事があるのでとオフィスに戻る。
その夜、リゴー教授とフェル博士が屋敷に突然車でやってきた。リゴー教授は、6年前、フェイとの不品行のうわさ相手のピエール・フレナクが衰弱して3階の屋根裏部屋で寝込んでいると、窓に白い顔が浮かんでいるのを毎晩見ていたと言い、父親が首に巻き付けていたスカーフをはぎ取ると、首筋に生き血を吸った鋭い歯型を見つけたと語る。そして、フェイが空中に浮かび上がることのできる吸血鬼で、6年前には塔の頂上に空中から近寄り、仕込み杖の剣でハワードを刺し殺したのだと主張する。
そこで銃声が鳴り響き、マイルズたちが階上の部屋に駆けつけると、何者かに襲われたマリオンが瀕死の状態に陥っていた。マリオンの右手には32口径の拳銃が握られており、彼女の顔が向いている窓には、窓ガラスに銃弾の穴が開いていた。マリオンはリゴー教授の応急処置と往診に駆けつけたガーヴィス医師の手当てにより何とか一命をとりとめたが、マリオンは繰り返し何度も何かが「囁く」と呟いていた。吸血鬼は獲物を昏睡状態に陥れるとき耳もとで囁くとのことである。
この不可解な謎を、フェル博士が解明する。

## 主な登場人物
マイルズ・ハモンド
歴史学者。35歳。
マリオン
マイルズの妹。
スチーブ・カーチス
マリオンの婚約者。情報局に勤務する。
ジョルジュ・アントワーヌ・リゴー
エジンバラ大学のフランス文学の教授。
バーバラ・モレル
新聞記者。
フェイ・シートン
司書。32、3歳。
ハワード・ブルック
大富豪の皮革業者。
ジョルジーナ
ハワードの妻。
ハリー
ハワードの息子。
ジム・モレル
ハリーの友人。
ローレンヌ・ガーヴィス
医師。
ハドレー
スコットランド・ヤード犯罪捜査部の警視。
ギデオン・フェル博士
名探偵。

## 作品の評価
訳者の斎藤数衛は本作を、堅牢で緻密な構成はギデオン・フェル博士登場作品の中でもずば抜けていると評している。
『ジャーロ』誌が2005年冬に行った海外ミステリーのオールタイム・ベストのアンケート集計において、本作は74位、カー作品中では7位に評価されている。

## 書誌情報
- 『囁く影』 斎藤数衛 （訳） ハヤカワ・ミステリ文庫 1981年